# ES-IS
ES-IS (ang. End System-to-Intermediate System) – protokół trasowania typu stanu łącza, należący do grupy protokołów wewnętrznej bramy – IGP (Interior Gateway Protocol). Stworzony został przez ISO (International Organization for Standardization), do wymiany informacji pomiędzy routerami (Intermediate System – IS) a nietrasowalnymi urządzeniami końcowymi użytkownika (End System – ES). Opisany jest dokładnie w RFC 995 ↓. Protokół ES-IS współdziała z protokołem Intermediate System-to-Intermediate System umożliwiając komunikację pomiędzy węzłami w obrębie jednej domeny administracyjnej AS (Autonomous System). 
Protokół ten umożliwia:
- urządzeniu końcowemu (ES) należącemu do konkretnej podsieci sprawdzić czy istnieje oraz czy jest dostępne inne urządzenie końcowe (ES) należące do tej samej podsieci;
- urządzeniu końcowemu (ES) wykryć istnienie routerów (IS), które umożliwiłyby komunikację z urządzeniami końcowymi (ES) znajdującymi się w innej podsieci w obrębie danej sieci,
- ruterowi (IS) dostępność urządzeń końcowych (ES) w obrębie podsieci, do której jest bezpośrednio podłączony,
- urządzeniu końcowemu (ES) wybrać, przez który ruter (IS) ma rozpocząć transmitowanie datagramów, gdy więcej niż jednej IS jest dostępny.

## Zasada działania
Proces konfiguracji sieci przy użyciu protokołu ES-IS można określić jako odkrywanie przez poszczególne węzły końcowe swoich sąsiadów (routerów) tak by umożliwić transmisję pomiędzy nimi. Proces ten musi nastąpić zanim rozpocznie się transmisja pomiędzy zainteresowanymi urządzeniami końcowymi (ES). Wykorzystywane są do tego celu dwa typy wiadomości:
- EHS – (ES hello message), wysyłane przez urządzenia końcowe (ES) do każdego, z routerów (IS) w podsieci,
- IHS – (IS hello message), wysyłane przez ruter do każdego z urządzeń końcowych w podsieci, do której jest przyłączony.

Ich głównym zadaniem jest przekazanie adresów podsieci i sieci urządzeń, które je generują. Jeśli istnieje taka możliwość to wiadomości te rozszerzone o informacje konfiguracyjne, są rozsyłane jednocześnie do większej liczby odbiorców; w podsieciach typu rozgłoszeniowego (broadcast subnetwork) wykorzystuje się do tego celu specjalny adres (multicast address). W standardowych sieciach narzut transmisyjny związany z przesyłaniem informacji konfiguracyjnych poprzez EHS i IHS jest znaczny, więc nie stosuje się tej metody.

## Struktura
Ogólna budowa wszystkich wiadomości jest następująca:
| Nagłówek ES-IS | Adres sieci | Adres podsieci | Opcje |

### Nagłówek
Nagłówek dla wszystkich typów wiadomości ma stałą budowę i wielkość, natomiast pozostałe części zależą od rodzaju datagramu.	
- Identyfikator protokołu warstwy sieci – wartość tego pola powinna wynosić 1000 0010,
- Wskaźnik długości – określa długość całego datagramu,
- Wersja/Rozszerzenie identyfikatora protokołu – wartość tego pola powinna wynosić 0000 0001,
- Typ – określa rodzaj transmitowanego datagramu,
- Czas utrzymania – jest to maksymalny czas w sekundach, przez jaki urządzenie odbiorcze może traktować informację o stanie sieci zawartą w transmitowanej wiadomości za aktualną,
- Suma kontrolna – służy do sprawdzenia czy wiadomość nie została uszkodzona; wartość 0 wymusza pominięcie kontroli błędów.